# نادژدا پتروویچ
نادژدا پتروویچ (سیریلیک صربی: Надежда Петровић؛ ۱۱/۱۲ اکتبر ۱۸۷۳ – ۳ آوریل ۱۹۱۵) نقاش صربستانی و یکی از پیشگامان عکاسی جنگی زنان در منطقه بود. او که به‌عنوان برجسته‌ترین نقاش زن صربستان در آن دوره شناخته می‌شود، از مهم‌ترین نمایندگان اکسپرسیونیسم و فوویسم در این کشور بود. پتروویچ که در شهر چاچاک زاده شد، در جوانی به بلگراد نقل مکان کرد و در مدرسه عالی زنان تحصیل نمود. او در سال ۱۸۹۱ فارغ‌التحصیل شد و از سال ۱۸۹۳ در همان مدرسه تدریس کرد تا اینکه برای ادامه تحصیل به مونیخ رفت و در آنجا زیر نظر هنرمند اسلوونیایی آنتون آشبه آموزش دید. بین سال‌های ۱۹۰۱ تا ۱۹۱۲، آثارش را در شهرهای مختلف اروپا به نمایش گذاشت.
در سال‌های پایانی عمر، پتروویچ زمان کمی برای نقاشی داشت و آثار اندکی خلق کرد. با آغاز جنگ‌های بالکان در سال ۱۹۱۲، او داوطلبانه به‌عنوان پرستار به خدمت درآمد و تا سال ۱۹۱۳ که به تیفوس و وبا مبتلا شد، از سربازان صربستانی پرستاری کرد. به پاس خدماتش، مدال شجاعت (۱۹۱۲) و نشان صلیب سرخ را دریافت نمود. با آغاز جنگ جهانی اول، مجدداً به‌عنوان پرستار در ارتش سلطنتی صربستان داوطلب شد و در نهایت در ۳ آوریل ۱۹۱۵ بر اثر تیفوس درگذشت.
آثار او شامل نزدیک به سیصد نقاشی رنگ روغن، حدود صد طرح، مطالعه و اسکچ، و همچنین چند آبرنگ است. آثارش به جریان‌های سسیسیون، سمبولیسم، امپرسیونیسم و فوویسم تعلق دارند.

## زندگی‌نامه

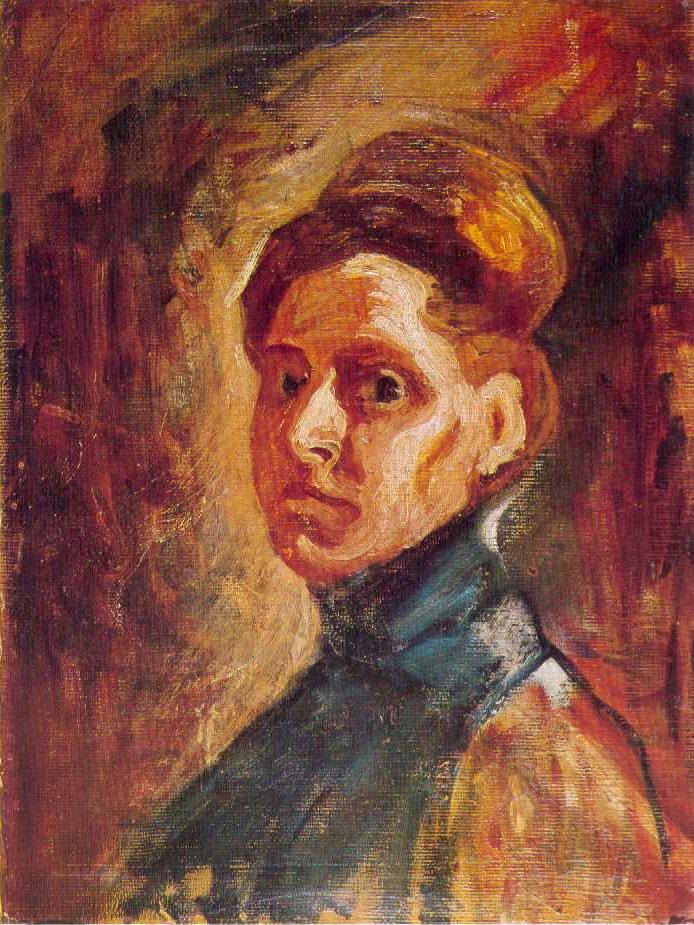
خودنگاره پتروویچ (۱۹۰۷)، به نمایش گذاشته‌شده در موزه ملی صربستان.

نادژدا پتروویچ در ۱۱ یا ۱۲ اکتبر ۱۸۷۳ در چاچاک، شاهزاده‌نشین صربستان، در خانواده‌ای فرهنگی زاده شد. پدر و مادرش، دیمیتریه و میلووا پتروویچ، ده فرزند داشتند، که یکی از آن‌ها، راستکو پتروویچ، بعدها به‌عنوان نویسنده و دیپلمات شناخته شد. مادرش، میلووا، معلم مدرسه و از خویشاوندان سیاستمدار برجسته صرب، سوتوزار میلیتیچ، بود. پدرش که معلم هنر و ادبیات بود و به گردآوری آثار هنری علاقه داشت، بعدها به‌عنوان مأمور مالیات مشغول به کار شد و دربارهٔ نقاشی نوشت. او در اواخر دهه ۱۸۷۰ بیمار شد و خانواده را مجبور کرد به شهر کارانوواک (امروزه کرالیفو) نقل مکان کنند و در نهایت در سال ۱۸۸۴ به بلگراد بروند. خانه آن‌ها بعدها در جریان جنگ جهانی دوم توسط لوفت‌وافه نابود شد.
پتروویچ که از کودکی استعداد هنری خود را نشان داده بود، تحت آموزش جورجه کرستیچ قرار گرفت و در مدرسه عالی زنان تحصیل کرد. او در سال ۱۸۹۱ از این مدرسه فارغ‌التحصیل شد.
در سال ۱۸۹۳، او به عنوان معلم هنر در مدرسه مشغول به کار شد و بعدها در دانشگاه زنان بلگراد تدریس کرد. پس از آن، او مجوزی از وزارت آموزش و پرورش صربستان برای تحصیل هنر در مدرسه خصوصی آنتون آشبه در مونیخ دریافت کرد. در اینجا، او با نقاشانی همچون ریهارد یاکوپیک، ایوان گروهار، ماتیجا یاما، میلان میلوانوویچ، کوستا میلیچویچ و بوریویه استوانوویچ آشنا شد. او همچنین با پیشگامان هنر نوگرا مانند واسیلی کاندینسکی، آلکسی فون یاولنسکی، یولیوس اکستر و پاول کله روبرو شد و از آثار آنها به شدت تحت تأثیر قرار گرفت. در مدت اقامتش در مونیخ، او به‌طور مرتب نامه‌هایی به والدینش در صربستان ارسال می‌کرد و همیشه از آنها می‌خواست که روزنامه‌ها و کتاب‌هایی در مورد تازه‌ترین رویدادهای کشور برایش بفرستند. تعهد او به هنر خود تأثیر زیادی بر زندگی شخصی‌اش گذاشت و در سال ۱۸۹۸، او نامزدی‌اش را با یک کارمند دولتی به دلیل درخواست جهیزیه غیرقابل قبول از طرف مادر او لغو کرد. پتروویچ در سال ۱۹۰۰ به صربستان بازگشت و به‌طور مرتب از موزه‌ها و گالری‌ها بازدید می‌کرد و در کنسرت‌ها و تولیدات تئاتری شرکت می‌کرد. او همچنین بخش زیادی از وقت خود را به یادگیری زبان‌های خارجی اختصاص داد. اولین نمایشگاه انفرادی او همان سال در بلگراد برگزار شد. او همچنین در سازماندهی اولین نمایشگاه هنر یوگسلاوی و اولین کلونی هنر یوگسلاوی مشارکت داشت. در سال ۱۹۰۲، پتروویچ تدریس در مدرسه عالی زنان را آغاز کرد. سال بعد، او بنیان‌گذار حلقه خواهران صرب، یک سازمان خیریه برای کمک به صرب‌های قومی در مناطق تحت کنترل عثمانی مانند کوزوو و مقدونیه (ناحیه) بود. در سال ۱۹۰۴، پتروویچ به خانه خانوادگی خود در رسنیک رفت و بر روی نقاشی‌های خود متمرکز شد. یکی از معروف‌ترین آثار او، Resnik، در همین مدت تکمیل شد. در سال‌های بعد، او وارد محافل میهن‌پرستانه صربستان شد. او کمک‌های مالی برای فقرا در صربستان قدیم جمع‌آوری کرد و علیه بحران بوسنی اعتراض نمود. در سال ۱۹۱۰، او به پاریس سفر کرد تا از دوست خود، مجسمه‌ساز ایوان مِشتروویچ دیدن کند. او در فرانسه ماند تا زمانی که خبر فوت پدرش را شنید و سپس در آوریل ۱۹۱۱ به صربستان بازگشت. پس از بازگشت، او تدریس در مدرسه عالی زنان را از سر گرفت. او آثار هنری خود را در پادشاهی صربستان در پاویون در نمایشگاه بین‌المللی هنر ۱۹۱۱ به نمایش گذاشت.